# Renat Kuźmin
Renat Rawelijowycz Kuźmin (ukr. Ренат Равелійович Кузьмін; ur. 12 lipca 1967 w Doniecku) – były pierwszy zastępca Prokuratora Generalnego Ukrainy, państwowy radca sądownictwa pierwszej klasy. W styczniu 2023 został pozbawiony obywatelstwa ukraińskiego, a także mandatu deputowanego. Profesor nauk prawnych.

## Życiorys
Jest absolwentem Ukraińskiej Akademii Prawniczej w Charkowie (1985). W 1986 r. został funkcjonariuszem służby wojskowej, a następnie urzędnikiem w Donieckim Produkcyjno-Handlowym Zakładzie Dziewiarskim. Od 1991 r. pracował w prokuraturze, zaliczając kolejne awanse w hierarchii urzędniczej. Osiem lat później został prokuratorem Makiejewki (obwód doniecki). Następnie w 2003 r. awansował na prokuratora Kijowa. Kolejno w latach 2006–2010 pełnił funkcję zastępcy Prokuratora Generalnego Ukrainy. Później przez cztery lata był pierwszym zastępcą.

### Działalność prokuratorska
Pełniąc funkcję pierwszego zastępcy Prokuratora Generalnego odpowiedzialny był za koordynowanie prac reszty zastępców oraz jednostek strukturalnych Prokuratury Generalnej Ukrainy. Dodatkowo organizował funkcjonowanie Zarządu Głównego ds. Postępowania w Szczególnie Ważnych Sprawach oraz zarządu nadzoru nad przestrzeganiem ustawodawstwa w zakresie stosunków zewnętrznych przez Ministerstwo Spraw Zagranicznych Ukrainy.
Pod kierownictwem Renata Kuźmina wszczęto postępowanie w sprawie byłego ministra spraw wewnętrznych Ukrainy Jurija Łucenki J. W., a także byłego zastępcy ministra ochrony środowiska Ukrainy H. Filipczuka.
Wszczął również postępowanie przeciwko byłej premier Ukrainy Julii Tymoszenko czy byłego Prezydenta Łeonida Kuczmy zarzucając mu przekroczenie władzy i uprawnień służbowych.
Pod kierownictwem  Kuźmina było prowadzone postępowanie przygotowawcze w postępowaniu przeciwko Serhijowi Tkaczowi, który w latach 1984–2005 dokonał szeregu zabójstw i usiłowań zabójstw, oraz zgwałceń na kobietach (w tym małoletnich).

### Działalność polityczna
Kuźmin kandydował w wyborach prezydenckich w 2014 r. uzyskując 0,1% głosów.
W wyborach parlamentarnych w 2019 r. uzyskał mandat deputowanego, startując z list partii Opozycyjna Platforma – Za Życie. 

### Pozbawienie obywatelstwa
10 stycznia 2023 r. prezydent Ukrainy Wołodymyr Zełenski podpisał dekret pozbawiający obywatelstwa członków zdelegalizowanej w 2022 r. partii Opozycyjna Platforma – Za Życie (OPZZh). Oprócz Kuźmina utracili je Wiktor Medwedczuk, Andrij Derkacz oraz Taras Kozak. Ponadto mandaty deputowanych zostały wygaszone przez parlament 13 stycznia 2023 r. Dodatkowo ukraiński sąd wydał zaoczny nakaz aresztowania Kuźmina , w ramach trwającego śledztwa dotyczącego zdrady stanu oraz rozpowszechniania prorosyjskiej propagandy podczas pełnoskalowej inwazji Rosji na Ukrainę.

## Członkostwo w organach
- Kolegium Prokuratury Generalnej Ukrainy,
- Wyższa Rada Sądownictwa Ukrainy,
- Narodowy Komitet Antykorupcyjny (Rozporządzenie Prezydenta Ukrainy z dnia 16 marca 2012 roku nr 201/2012),
- Grupa Robocza ds. Reformowania Prokuratury i Adwokatury (Rozporządzenie Prezydenta Ukrainy z dnia 22 listopada 2011 roku nr 362/2011-рп),
- Grupy Roboczej ds. Reformowania Sądownictwa Karnego (Rozporządzenie Prezydenta Ukrainy z dnia 17 sierpnia 2010 roku nr 820/2010).

## Publikacje
- „Mechanizm gospodarczo-prawniczy dekryminalizacji gospodarki Ukrainy”, 2011.
- „Zniesławienie jako środek bezprawnego wpływu na sąd i śledztwo w procesie karnym Ukrainy” został opublikowany na łamach czasopisma „Prawo i Biznes” nr 11 (1101), 16-22 marca 2013 roku.

## Odznaczenia
- „Zasłużony Prawnik Ukrainy”, rozporządzenie prezydenta Ukrainy[9]
- Order „Za zasługi” II i III stopnia[10]

Wszystkich ukraińskich orderów i tytułów honorowych został pozbawiony w 2024.